# EA Digital Illusions CE
EA Digital Illusions CE（ディジタル・イリュージョンズ・クリエイティブ・エンタテインメント、通称: DICE（ダイス））は、スウェーデンストックホルムにあるコンピュータゲーム開発企業。エレクトロニック・アーツ子会社で、バトルフィールドシリーズを開発している企業として知られている。

## 概要
DICEは元々1988年にデモメーカーとして、Fredrik LiliegrenとAndreas Axelssonがベクショー大学の学生を従業員とし、寮の一室をオフィスにして開業したのが始まりである。その後、1992年にAmiga用のピンボールソフト『Pinball Dreams』や『Pinball Fantasies』を発表、1995年にはアーケードゲームとして『Pinball Illusions』を発表している。
1994年には本社をヨーテボリに移転させ、1998年にはスウェーデンのストックホルム証券取引所（現在のOMX）に上場している。
その翌年の1999年には、「バトルフィールドシリーズ」の原型となる『コードネーム・イーグル』（Codename Eagle）が発売され、カルト的な人気を誇った。2000年にはゲームスタジオ3社を買収して拡張を図った。
そして2002年には「バトルフィールドシリーズ」の第1弾として『バトルフィールド1942』を開発。内容、拡張パックなどの拡張性から大ヒットを記録し、以降DICEは急成長を遂げる事となる。
2004年には『バトルフィールド ベトナム』、2005年には『バトルフィールド2』を開発し、『バトルフィールド2』は発売1週間で全世界で100万本を売り上げるヒットを記録しており、今尚有志製作のMODやオンラインにおける人気を誇っている。なお『バトルフィールド2』の開発に当たっては、『バトルフィールド1942』のMod「Desert Combat」を開発したトラウマスタジオのメンバーが関わっている（正確に言えばDICEがトラウマスタジオを買収し傘下に入れた）。
同年11月には現在の親会社であるエレクトロニック・アーツがDICEの買収を開始し、2006年には1億7550フラン（USドルで約1億6000万ドル相当、日本円で約162億円相当）で買収を完了し、現社名として完全子会社となった。
その後、『バトルフィールド2142』等のパソコン向けゲームを作りながらも、コンシューマーゲーム向けにも力を入れている。

## 開発タイトル
| タイトル                                     | 年     | プラットフォーム                                                   | 備考                                              |
| -------------------------------------------- | ------ | ------------------------------------------------------------------ | ------------------------------------------------- |
| Pinball Dreams                               | 1992年 | Amiga、スーパーファミコン                                          |                                                   |
| Pinball Fantasies                            | 1992年 | Amiga、MS-DOS、スーパーファミコン                                  |                                                   |
| Amiganoid                                    | 1994年 | Amiga                                                              |                                                   |
| Benefactor                                   | 1994年 | Amiga                                                              |                                                   |
| Hardcore                                     | 1994年 | メガドライブ                                                       | 未発売                                            |
| Pinball Illusions                            | 1995年 | Amiga、MS-DOS                                                      |                                                   |
| True Pinball                                 | 1997年 | PlayStation、セガサターン                                          |                                                   |
| S40 Racing                                   | 1997年 | Windows                                                            |                                                   |
| Motorhead                                    | 1998年 | Windows、PlayStation                                               |                                                   |
| STCC                                         | 1999年 | Windows                                                            |                                                   |
| STCC 2                                       | 2000年 | Windows                                                            |                                                   |
| Rally Masters                                | 2000年 | Windows                                                            |                                                   |
| Riding Champion: Legacy of Rosemond Hill     | 2000年 | Windows                                                            |                                                   |
| NASCAR Heat                                  | 2000年 | PlayStation                                                        | Monster Gamesとのコラボ                           |
| Matchbox Emergency Patrol                    | 2001年 | Windows                                                            |                                                   |
| JumpStart Wildlife Safari Field Trip         | 2001年 | PlayStation                                                        |                                                   |
| JumpStart Dino Adventure Field Trip          | 2001年 | ゲームボーイカラー                                                 |                                                   |
| Diva Starz: Mall Mania                       | 2001年 | ゲームボーイカラー                                                 |                                                   |
| Shrek                                        | 2001年 | Xbox                                                               |                                                   |
| Rallisport Challenge                         | 2002年 | Windows、Xbox                                                      |                                                   |
| Pryzm: Chapter One - The Dark Unicorn        | 2002年 | PlayStation 2                                                      |                                                   |
| バトルフィールド1942                         | 2002年 | Windows、Macintosh                                                 |                                                   |
| Shrek Extra Large                            | 2002年 | ゲームキューブ                                                     |                                                   |
| V8 Challenge                                 | 2002年 | Windows                                                            |                                                   |
| バトルフィールド1942 ロード・トゥ・ローマ    | 2003年 | Windows、Macintosh                                                 | 『バトルフィールド1942』拡張パック                |
| ミッドタウンマッドネス3                      | 2003年 | Xbox                                                               |                                                   |
| バトルフィールド1942 シークレット・ウェポン  | 2003年 | Windows、Macintosh                                                 | 『バトルフィールド1942』拡張パック                |
| バトルフィールド ベトナム                    | 2004年 | Windows                                                            |                                                   |
| Rallisport Challenge 2                       | 2004年 | Xbox                                                               |                                                   |
| バトルフィールド2                            | 2005年 | Windows                                                            |                                                   |
| バトルフィールド2 モダンコンバット           | 2005年 | PlayStation 2、Xbox、Xbox 360                                      |                                                   |
| バトルフィールド2 スペシャルフォース         | 2005年 | Windows                                                            | 『バトルフィールド2』拡張パック                   |
| バトルフィールド2 ユーロフォース             | 2006年 | Windows                                                            | 『バトルフィールド2』拡張パック                   |
| バトルフィールド2 アーマードフューリ         | 2006年 | Windows                                                            | 『バトルフィールド2』拡張パック                   |
| バトルフィールド2142                         | 2006年 | Windows、Mac OS X                                                  |                                                   |
| バトルフィールド2142 ノーザンストライク      | 2007年 | Windows、Mac OS X                                                  | 『バトルフィールド2142』拡張パック                |
| バトルフィールド バッド カンパニー           | 2008年 | PlayStation 3、Xbox 360                                            |                                                   |
| ミラーズエッジ                               | 2008年 | Windows、PlayStation 3、Xbox 360、iOS                              |                                                   |
| Battlefield Heroes                           | 2009年 | Windows                                                            | Easy Studiosとのコラボ                            |
| バトルフィールド1943                         | 2009年 | PlayStation 3、Xbox 360                                            |                                                   |
| バトルフィールド バッド カンパニー2          | 2010年 | Windows、PlayStation 3、Xbox 360、iOS                              |                                                   |
| ニード・フォー・スピード ホット・パースート  | 2010年 | Windows、PlayStation 3、Wii、Xbox 360、iOS、Android、Windows Phone | Criterion Gamesとのコラボ                         |
| Battlefield Online                           | 2010年 | Windows                                                            | Neowiz Gamesとのコラボ                            |
| メダル・オブ・オナー                         | 2010年 | Windows、PlayStation 3、Xbox 360                                   | マルチプレイ版のみ                                |
| バトルフィールド バッド カンパニー2 ベトナム | 2010年 | Windows、PlayStation 3、Xbox 360                                   | 『バトルフィールド バッド カンパニー2』拡張パック |
| Battlefield Play4Free                        | 2011年 | Windows                                                            | Easy Studiosとのコラボ                            |
| バトルフィールド3                            | 2011年 | Windows、PlayStation 3、Xbox 360、iOS                              |                                                   |
| バトルフィールド3: Back to Karkand           | 2011年 | Windows、PlayStation 3、Xbox 360                                   | 『バトルフィールド3』拡張パック                   |
| バトルフィールド3: Aftershock                | 2012年 | IOS                                                                | 低評価を受け公開停止                              |
| バトルフィールド3: Close Quarters            | 2012年 | Windows、PlayStation 3、Xbox 360                                   | 『バトルフィールド3』拡張パック                   |
| バトルフィールド3: Armored Kill              | 2012年 | Windows、PlayStation 3、Xbox 360                                   | 『バトルフィールド3』拡張パック                   |
| バトルフィールド3: Aftermath                 | 2012年 | Windows、PlayStation 3、Xbox 360                                   | 『バトルフィールド3』拡張パック                   |
| バトルフィールド3: End Game                  | 2013年 | Windows、PlayStation 3、Xbox 360                                   | 『バトルフィールド3』拡張パック                   |
| バトルフィールド4                            | 2013年 | Windows、PlayStation 3、PlayStation 4、Xbox 360、Xbox One          |                                                   |
| バトルフィールド4: China Rising              | 2013年 | Windows、PlayStation 3、PlayStation 4、Xbox 360、Xbox One          | 『バトルフィールド4』拡張パック                   |
| バトルフィールド4: Second Assault            | 2014年 | Windows、PlayStation 3、PlayStation 4、Xbox 360、Xbox One          | 『バトルフィールド4』拡張パック                   |
| バトルフィールド4: Naval Strike              | 2014年 | Windows、PlayStation 3、PlayStation 4、Xbox 360、Xbox One          | 『バトルフィールド4』拡張パック                   |
| バトルフィールド4: Dragon's Teeth            | 2014年 | Windows、PlayStation 3、PlayStation 4、Xbox 360、Xbox One          | 『バトルフィールド4』拡張パック                   |
| バトルフィールド4: Final Stand               | 2014年 | Windows、PlayStation 3、PlayStation 4、Xbox 360、Xbox One          | 『バトルフィールド4』拡張パック                   |
| バトルフィールド ハードライン                | 2015年 | Windows、PlayStation 3、PlayStation 4、Xbox 360、Xbox One          | Visceral Gamesとのコラボ                          |
| スター・ウォーズ バトルフロント              | 2015年 | Windows、PlayStation 4、Xbox One                                   |                                                   |
| ミラーズエッジ カタリスト                    | 2016年 | Windows、PlayStation 4、Xbox One                                   |                                                   |
| バトルフィールド1                            | 2016年 | Windows、PlayStation 4、Xbox One                                   |                                                   |
| バトルフィールド1: They Shall Not Pass       | 2016年 | Windows、PlayStation 4、Xbox One                                   | 『バトルフィールド1』拡張パック                   |
| バトルフィールド1: In the Name of the Tsar   | 2016年 | Windows、PlayStation 4、Xbox One                                   | 『バトルフィールド1』拡張パック                   |
| バトルフィールド1: Turning Tides             | 2016年 | Windows、PlayStation 4、Xbox One                                   | 『バトルフィールド1』拡張パック                   |
| バトルフィールド1: Apocalypse                | 2016年 | Windows、PlayStation 4、Xbox One                                   | 『バトルフィールド1』拡張パック                   |
| スター・ウォーズ バトルフロントII            | 2017年 | Windows、PlayStation 4、Xbox One                                   |                                                   |
| バトルフィールドV                            | 2018年 | Windows、PlayStation 4、Xbox One                                   |                                                   |
| バトルフィールド2042                         | 2021年 | Windows、PlayStation 4、PlayStation 5、Xbox One、Xbox Series X/S   |                                                   |
| Battlefield Mobile                           | 2021年 | IOS、Android                                                       | Industrial Toysとのコラボ、開発中止               |
| バトルフィールド6                            | 2025年 | Windows、PlayStation 5、Xbox Series X/S                            |                                                   |